# Les Tanneurs
 (février 2015).
 (mai 2025).
Motif : Manque de sources secondaires centrées d'ampleur
- Archive Wikiwix
- Bing
- Cairn
- DuckDuckGo
- E. Universalis
- Gallica
- Google
- G. Books
- G. News
- G. Scholar
- Persée
- Qwant
- (zh) Baidu
- (ru) Yandex
- (wd) trouver des œuvres sur Wikidata

| 1. | Préciser le motif de la pose du bandeau. | Précisez le motif de la pose du bandeau en utilisant la syntaxe suivante : {{admissibilité à vérifier\|date=mai 2025\|motif=remplacez ce texte par le motif}}                     |
| 2. | Informer les utilisateurs concernés.     | Pensez à avertir le créateur de l'article, par exemple, en insérant le code ci-dessous sur sa page de discussion : {{subst:avertissement admissibilité à vérifier\|Les Tanneurs}} |

Le Théâtre Les Tanneurs est un théâtre situé à Bruxelles (en Belgique), dans le quartier des Marolles.

## Historique
- Si vous ne connaissez pas le sujet, laissez ce bandeau (vous pouvez alors contacter les auteurs).
- Si vous supprimez le contenu mis en cause (vous pouvez préalablement contacter les auteurs),

argumentez précisément cette suppression dans la page de discussion
(un manque de référence n'est pas un argument ; une recherche réelle de référence doit avoir été effectuée, être formellement documentée).
En 1984, Philippe Van Kessel et son équipe investissent les lieux de ce qui deviendra l'Atelier Sainte Anne. Le lieu sert pour les locaux administratifs ainsi que pour le restaurant, Le Petit Chien, qui devient le rendez-vous de nombreux artistes. Deux ans plus tard, une salle polyvalente pour le théâtre et les expositions est réalisée. En 1989, sous la nouvelle direction de Serge Rangoni, l’Atelier Sainte Anne commence une nouvelle histoire qui associe théâtre, danse, arts visuels, expositions et rencontres dans un souci de promotion de la jeune création belge.
Après d'importantes rénovations et le rachat des lieux par la Fédération Wallonie-Bruxelles, Geneviève Druet prend, en 1999, la direction du lieu qui devient le Théâtre Les Tanneurs. La nouvelle équipe y développe une politique artistique exigeante, centrée sur le théâtre et la danse, avec le souci constant d’y créer un espace de rencontre véritable entre scène et salle, artistes et public. Le théâtre offre aux artistes un espace de liberté en les accompagnant durant 4 années, ou davantage, dans leur parcours créatif (résidences et compagnonnages). Xavier Lukomski, directeur de 2005 à 2009, porte ses choix sur des artistes en recherche de formes nouvelles, esthétiques et toujours aussi de rapports au public. En ce sens, le théâtre renforce le développement des activités destinées à véhiculer l’idée d’un lieu ouvert. Comme l’est aussi l’accessibilité : accessibilité de la rencontre, accessibilité de la démarche, concrétisée par la pratique de prix démocratiques et la volonté de « faire entrer » littéralement les habitant·e·s du quartier au théâtre.
Dans la continuité, entre 2009 et 2017, David Strosberg poursuit l’implication du théâtre dans la vie sociale et éducative des bruxellois. Ateliers, comités de spectateur·rice·s et projets-quartier continuent à se développer. Une attention toute particulière est portée aux relations que le Théâtre Les Tanneurs entretient avec les écoles. David Strosberg souhaite défendre un théâtre contemporain de création et, pour ouvrir le théâtre à un public toujours plus large, offre des entrées multiples dans l’univers de la création contemporaine : multiplicité des formes, multiplicité des thèmes et diversité.
Depuis son ouverture, le théâtre propose des spectacles professionnels élaborés en collaboration entre des amateur·rice·s du quartier et une équipe artistique confirmée : les projets-quartier. Sur base d’une volonté d’ouvrir aux Marollien·ne·s, non seulement les portes de la salle, mais aussi celles de la scène, dix projets-quartier ont vu le jour. Ils ont depuis évolué vers des projets citoyens, ouverts à tout un chacun.
Depuis sa création, le Théâtre Les Tanneurs est un espace ouvert aux artistes qu’ils soient en résidence ou en accueil. L'actuel directeur artistique, Alexandre Caputo, arrivé à la direction en avril 2018 (avec Catherine Ansay à la direction administrative et financière), développe un projet centré sur la recherche et l’innovation, la création, le soutien aux artistes, la citoyenneté et l’ouverture à l’international. Neuf artistes (ou compagnies) sont associé·e·s pour quatre saisons (2019-2023) au Théâtre Les Tanneurs : Salvatore Calcagno, Geneviève Damas, la compagnie Fany Ducat, Thomas Hauert, le Nimis Groupe, Armel Roussel, Eline Schumacher, Gurshad Shaheman et la compagnie Still Life. Les Tanneurs soutiennent leur travail et produisent ou coproduisent leurs spectacles. Les artistes habitent le théâtre tout au long de ces 4 années et disposent de bureaux, de salles de réunion et d’un espace de répétition pour concevoir et construire leurs projets.
Le bâtiment dans lequel est logé le Théâtre Les Tanneurs se présente comme une mosaïque de plusieurs bâtiments qui ont eu différentes fonctions et qui ont été modifiés de façon individuelle au fil des siècles. C’est un bâtiment au passé industriel, comme nombre de bâtiments dans le quartier. L'immeuble en front de rue, qui accueille aujourd'hui les bureaux, a longtemps accueilli des logements. On retrouve devant la porte d'entrée plusieurs pavés de la mémoire qui témoignent de la rafle que firent les nazis le 3 septembre 1943 dans le quartier des Marolles. Plusieurs habitants juifs de l'immeuble furent déportés vers le camp de concentration d'Auschwitz.
D'importants travaux de rénovation du foyer ont eu lieu au printemps 2020. Cette première phase de travaux a permis de tripler l'espace d’accueil et d’ouvrir le foyer sur la rue. Une seconde phase de travaux suivra au printemps 2022 – avec l'installation d'une cuisine professionnelle, d'un nouveau bar et d'un desk d'accueil, ainsi que la rénovation de la façade du théâtre. Cette rénovation, réalisée par le studio adn architectures, est soutenue par la Fédération Wallonie-Bruxelles. D'autres travaux d'aménagement ont permis également de doter le théâtre de deux salles de répétitions supplémentaires : la petite salle et la mini-salle, ainsi que de bureaux qui accueillent des bureaux de production. Ces espaces sont mis à disposition des artistes associé·e·s et de celles et ceux qui en font la demande. La petite salle peut également accueillir du public.